# ABC-Staaten

Die ABC-Staaten

ABC-Staaten ist die zusammenfassende Bezeichnung für die südamerikanischen Länder Argentinien, Brasilien und Chile.

## Geschichte
Anfang des 20. Jahrhunderts hatten sich die ABC-Staaten als führende Nationen Südamerikas etabliert. Gleichzeitig häuften sich auf Grundlage der Monroe-Doktrin militärische Interventionen der Vereinigten Staaten auf dem Kontinent, was die Spannungen zwischen den südamerikanischen Staaten erhöhte. Zwischen den ABC-Staaten entwickelte sich ein vor allem die Flotte (Marine) betreffendes Wettrüsten (siehe ABC-Wettrüsten). Aus dieser Konkurrenz heraus entstanden ab November 1904 erste Kontaktaufnahmen der Außenminister, um einen Vertrag ähnlich der Entente cordiale vom April 1904 abzuschließen. Im Oktober 1907 entwarfen der chilenische Außenminister Federico Puga Borne und der argentinische Botschafter in Santiago de Chile Lorenzo Anadón eine erste Rohfassung. Aufgrund der damals angespannten Beziehung zwischen Brasilien und Argentinien lehnte der brasilianische Außenminister José Maria da Silva Paranhos eine Beteiligung ab. Im Februar 1909 schlug er eine neue Vertragsversion vor, die die Flottenfrage ausklammerte.
Im April 1914 besetzten die Streitkräfte der Vereinigten Staaten vor dem Hintergrund der Mexikanischen Revolution die Hafenstadt Veracruz, womit sie den Frieden im gesamten Amerika gefährdeten. In dieser Phase boten sich die ABC-Staaten als Mediatoren für den Konflikt an. Auf ihre Initiative hin wurde vom 18. Mai bis zum 1. Juli 1914 eine Friedenskonferenz in Niagara Falls, Kanada abgehalten. Die erfolgreiche Kriegsvermeidung bestärkte die ABC-Staaten in ihrem Selbstverständnis als Gegengewicht zum Imperialismus der Vereinigten Staaten auf dem amerikanischen Kontinent. Im Mai 1915 unterzeichneten schließlich Argentinien, Brasilien und Chile in Buenos Aires einen Freundschaftspakt. Allerdings führte der Eintritt Brasiliens in den Ersten Weltkrieg auf Seiten der Entente im Jahr 1917 wieder zu größeren Spannungen zwischen den ABC-Staaten, weil Chile und Argentinien neutral blieben. Am Ende ratifizierte nur das brasilianische Parlament den Vertrag.